# Халкиопа (дочь Ээта)
Халкиопа (греч. Χαλκιόπη)  —  в древнегреческой мифологии царевна, дочь океаниды Идии и царя Ээта (Аэта) из Колхиды, сестра Медеи и жена Фрикса.
Царь Ээт принял у себя бежавшего из Беотии Фрикса и отдал ему свою дочь Халкиопу в жены. У Халкиопы и Фрикса родились сыновья Арг, Мелан, Фронтис и Китисор. По словам Павсания, у них был пятый сын, Пресбон. Также упоминается дочь по имени Гелла.